# Mády Katalin
Mády Katalin (Budapest, 1970. szeptember 24. – ) magyar fonetikus, a Nyelvtudományi Intézet Fonetikai Osztályának vezetője, tudományos főmunkatárs. A laboratóriumi fonológia, prozódia és szociofonetika kutatója.

## Életpályája
Tanulmányait az ELTE Bölcsészettudományi Kar angol, német, finnugor, holland és dán szakán kezdte meg, majd a Hamburgi Egyetem bölcsészkarán folytatta fonetika főszakon és német nyelvészet, skandinavisztika mellékszakokon. 1997-ban írta meg Phonematische und graphematische Ebene in gesunder und aphasischer Sprache (Az egészséges és az afáziás nyelv fonematikai és grafematikai síkja) című szakdolgozatát. 1998 és 2000 között a Pázmány Péter Katolikus Egyetem Germanisztikai Intézetében tanársegédként dolgozott. Doktori tanulmányait 2000 és 2004 között a müncheni Lajos–Miksa Egyetem (Ludwig-Maximilians-Universität) fonetika szakán végezte, ezek mellett a német nyelvészet és pszicholingvisztika voltak mellékszakjai. A mássalhangzóképzés akusztikai, artikulációs és percepciós paraméterei részleges nyelveltávolítást követően című disszertációját német nyelven írta, és 2004-ben PhD oklevelet szerzett. A doktori iskola mellett 2000 és 2002 között tudományos munkatársként dolgozott a müncheni Klinik und Poliklinik für Mund-, Kiefer- und Gesichtschirurgie, Klinikum rechts der Isar klinikán, ahol a szájüregi rák miatt végrehajtott nyelvműtétek beszédre gyakorolt következményeinek artikulációs, akusztikai és percepciós vizsgálatait végezte.
2002 és 2003 között a Cephalon GmbH gyógyszercégnél dolgozott lektorként és asszisztensként. 2003-tól tanársegéd lett a Pázmány Péter Katolikus Egyetem Germanisztikai Intézetében, 2004-től adjunktusként folytatta tovább a munkát. 2006 és 2008 között a müncheni Lajos–Miksa Egyetemen Humboldt-ösztöndíjasaként végezte kutatásait a magyar magánhangzó-hosszúságról artikulációs szempontból. 2008-tól tudományos munkatársként folytatta tovább munkáját.
2011-től tudományos munkatársként, majd 2014-től tudományos főmunkatársként, 2019-től osztályvezetőként dolgozik az MTA Nyelvtudományi Intézetben. Fő kutatási területei a laboratóriumi fonológia, prozódia és szociofonetika.

## Díjai, elismerései
- TEMPUS-ösztöndíj (Universität Hamburg, 1991–1992)
- Hamburgi magyar tiszteletbeli konzul ösztöndíja (Universität Hamburg, 1996–1997)
- Az Alfred Toepfer Alapítvány ösztöndíja (Universität Hamburg, 1997–1998)
- Az Alexander von Humboldt Alapítvány tudományos kutatói ösztöndíja (Lajos–Miksa Egyetem (Ludwig-Maximilians-Universität), München, 2006–2008)[3]

## Főbb publikációi
- Háden, G. P., Mády, K., Török, M., & Winkler, I. (2020). Newborn infants differently process adult directed and infant directed speech. INTERNATIONAL JOURNAL OF PSYCHOPHYSIOLOGY, 147, 107–112. http://doi.org/10.1016/j.ijpsycho.2019.10.011
- Gyuris, B., Mády, K., & Recski, G. (2019). K + K = 120. (B. Gyuris, K. Mády, & G. Recski, Eds.). Budapest: Research Institute for Linguistics, Hungarian Academy of Sciences. http://doi.org/10.18135/kk120.2019
- Reichel, U. D., Beňuš, Š., & Mády, K. (2018). Entrainment profiles: Comparison by gender, role, and feature set. SPEECH COMMUNICATION, 100, 46–57. http://doi.org/10.1016/j.specom.2018.04.009
- Mády, K., Reichel, U. D., & Szalontai, Á. (2017). A prozódiai prominencia (nem-)jelölése a németben és a magyarban. In Általános Nyelvészeti Tanulmányok XXIX. (pp. 77–98).
- Reichel, U. D., Mády, K., & Kleber, f. (2016). How prominence and prosodic phrasing interact. In Elektronische Sprachsignalverarbeitung 2016 (pp. 153–159).
- Mády, K. (2015). Prosodic (non-)realisation of broad, narrow and contrastive focus in Hungarian: a production and a perception study. In Speech Beyond Speech Towards a Better Understanding of the Most Important Biosignal: Proceedings of the Annual Conference of the International Speech Communication Association (INTERSPEECH 2015) (pp. 948–952).
- Mády, K., & Bárkányi, Z. (2015). Voicing assimilation at accentual phrase boundaries in Hungarian. In Proceedings of the 18th International Congress of Phonetic Sciences.
- Gyuris, B., & Mády, K. (2014). Contrastive topics between syntax and pragmatics in Hungarian: an experimental analysis. PROCEEDINGS FROM THE ANNUAL MEETING OF THE CHICAGO LINGUISTIC SOCIETY, 46(1), 147–162.
- Mády, K., Reichel, U. D., & Beňuš, Š. (2014). Accentual phrases in Slovak and Hungarian. In 7th International Conference on Speech Prosody, SP 2014 (pp. 752–756).
- Reichel, U. D., & Mády, K. (2013). Parameterization of F0 register and discontinuity to predict prosodic boundary strength in Hungarian spontaneous speech. In 65., Proc. Elektronische Sprachsignalverarbeitung (Vol. 65, pp. 223–230).
- Mády, K. (2012). A fókusz prozódiai jelölése felolvasásban és spontán beszédben. In Beszéd, adatbázis, kutatások (pp. 91–107).
- Mády, K. (2010). Hungarian vowel quantity neutralisation as a potential social marker. ACTA LINGUISTICA HUNGARICA / ACTA LINGUISTICA ACADEMICA, 57(2–3), 167–188. http://doi.org/10.1556/ALing.57.2010.2-3.1
- Draxler, C., & Mády, K. (2009a). Institute of Phonetics and Speech Processing, Ludwig-Maximilians-Universität München, Munich, Germany. PHONETICIAN, 99–100, 69–76.
- Draxler, C., & Mády, K. (2009b). Munich speech processing tools. PHONETICIAN, 99–100, 91–96.
- Mády, K. (2008). Magyar magánhangzók vizsgálata elektromágneses artikulográffal gyors és lassú beszédben. BESZÉDKUTATÁS, 16, 52–66.
- White, L., & Mády, K. (2008). The long and the short and the final: phonological vowel length and prosodic timing in Hungarian. In 4th Speech Prosody Conference (pp. 363–366).
- Beer, A., Hellerhoff, P., Zimmermann, A., Mády, K., Sader, R., Rummeny, E., & Hannig, C. (2004). Dynamic near-real-time magnetic resonance imaging for analyzing the velopharyngeal closure in comparison with videofluoroscopy. JOURNAL OF MAGNETIC RESONANCE IMAGING, 20, 791–797. http://doi.org/10.1002/jmri.20197
- Mády, K., Sader, R., Hoole, P., Zimmermann, A., & Horch, H. (2003). Speech evaluation and swallowing ability after intra-oral cancer. CLINICAL LINGUISTICS & PHONETICS, 17(4–5), 411–420. http://doi.org/10.1080/0269920031000079921
- Zimmermann, A., Sader, R., Hoole, P., Bressmann, T., Mády, K., & Horch, H. (2003). The influence of oral cavity tumour treatment on the voice quality and on fundamental frequency. CLINICAL LINGUISTICS & PHONETICS, 17(4–5), 273–281. http://doi.org/10.1080/0269920031000080073
- Mády, K., Sader, R., Zimmermann, A., Hoole, P., Beer, A., Zeilhofer, H., & Hannig, C. (2002). Assessment of consonant articulation in glossectomee speech by dynamic MRI. In 7th International Conference on Spoken Language Processing (pp. 961–964).
- Mády, K., Sader, R., Zimmermann, A., Hoole, P., Beer, A., Zeilhofer, H., & Hannig, C. (2001). Use of real-time MRI in assessment of consonant articulation before and after tongue surgery and tongue reconstruction. In Proc. 4th International Speech Motor Conference (pp. 142–145).[4]